# Fjällbacka
Fjällbacka ( ouça a pronúncia) é uma localidade da Suécia, situada na costa atlântica da província histórica da Bohuslän.

Tem cerca de 859 habitantes, e pertence à comuna de Tanum.

Fjällbacka é conhecida pelos romances policiais de Camilla Läckberg, cuja ação é passada na própria localidade.